# 루 해리슨

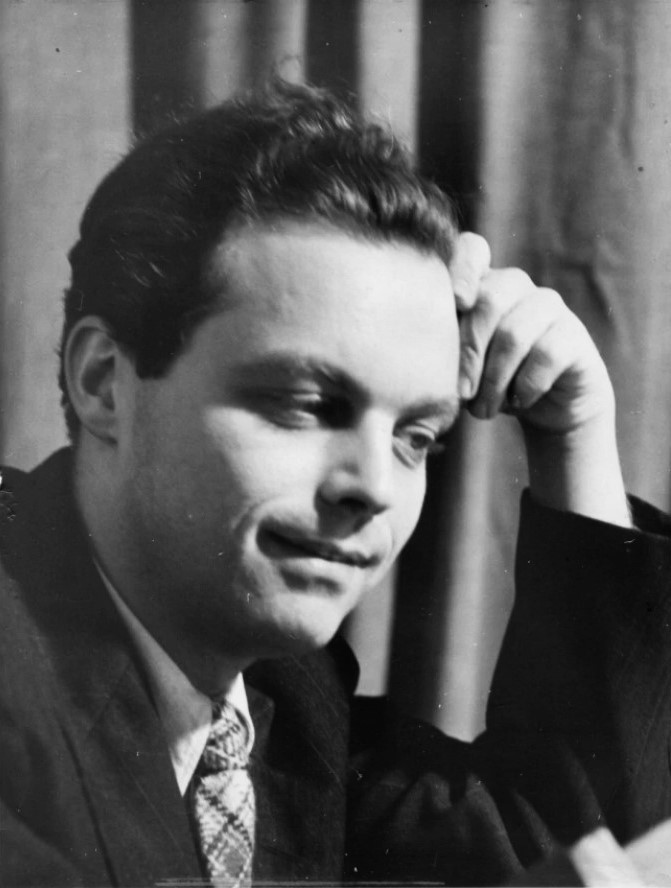
루 해리슨

루 실버 해리슨(Lou Silver Harrison, 1917년 5월 14일 ~ 2003년 2월 2일)은 미국의 작곡가이다. 헨리 카웰, 아르놀트 쇤베르크의 제자였다. 저명한 음악가 K. P. H. 노토프로조(K. P. H. Notoprojo)와 함께 일했다.
해리슨은 특히 비서양권 문화 음악의 요소들을 자신의 작품에 통합시킨 것으로 유명하며 자와 스타일의 가믈란 악기들을 대상으로 쓰인 수많은 작품이 포함된다. 그의 작품들 가운데 대부분은 더 보편화된 평균율보다 순정률로 쓰여있다. 해리슨은 마이크로톤으로 작업한 가장 저명한 작곡가들 가운데 한 명이다.

## 생애
해리슨은 오리건주 포틀랜드에서 태어났으나 어렸을 때 그의 가족은 샌프란시스코베이 에어리어 주변의 수많은 장소들로 이사하였다. 1934년 캘리포니아주 벌링게임에서 벌링게임 고등학교를 졸업한 뒤 샌프란시스코로 이주하였다.

## 작품
이 목록에 있는 작품 말고도 수많은 가믈란용 작품들이 있다.

### 실내악
- 천국의 지도(현악 8중주, 베이스 2, 사분음 오르간)(1935)
- 겨울 이야기(현악 4중주, 플루트, 트럼펫, 타악기)(1937)
- 타악기 모음곡(1942)
- 세 대의 리코더를 위한 세레나데(소프라노, 알토, 테너)(1943)
- 현악 4중주 '쇤베르기아나'(1944)
- 현악 3중주(1946)
- 첼로와 하프를 위한 모음곡(1949)
- 축전 악장(피아노 3중주, 플루트, 클라리넷)(1972)

### 교향곡과 관현악곡
- 비극 서곡(1936)
- 푸가(1937)
- 교향곡 2번 '비가'(1942)
- 찬송가 6번(1942)
- 교향곡 사장조(1947)
- 찰스 아이브스의 무덤에서(1949~51)
- 교향곡 3번(1982)
- 교향곡 4번(1990, 95년에 개정)

### 협주곡
- 피아노 협주곡(피아노와 현악기)(1936)
- 플루트 협주곡(플루트와 타악기(1939)
- 바이올린 협주곡(바이올린과 타악기)(1959)
- 오르간 협주곡(오르간과 타악기)(1972~73)
- 첼로 모음곡들(첼로와 현악기)(1984, 90년에 개정)
- 비파 협주곡(1997)
- 바이올린 모음곡(바이올린과 현악기)(1997)

### 합창/가곡 작품
- 알마 레뎀프토리스 마테르 (1949–51), low voice and ensemble
- 라 코로 쉬트로(1970), mixed chorus and gamelan, mixed chorus and ensemble
- 성 안토니 미사(1939), mixed chorus and ensemble
- 오르페우스 (1969), soloists, mixed chorus and ensemble
- 엄숙한 노래(1955), baritone solo, chorus and chamber orchestra
- 세 개의 노래(1985), men's chorus and ensemble
- Vestiunt Silve (1951), for soprano and four instruments

### 건반악기 작품
- 코랄 전주곡(클라비코드)(1934~36)
- 행진 소나타 1번(피아노)(1936)
- 피아노 모음곡(1943)
- 이중 카논(피아노)(1951)
- 에스탕피(오르간)(1981)
- 페달 소나타(오르간)(1989)
- 하프시코드 소나타(2000)

### 오페라
- 라푼젤(1952)
- 젊은 카이사르(1970)

## 참고 문헌
- Alves, Bill; Campbell, Brett (2017). 《Lou Harrison: American Musical Maverick》. Indiana University Press. ISBN 0253025613.
- Harrison, Lou.  Miller, Leta, 편집. 《Selected Keyboard and Chamber Music, 1937–1994》. Music of the United States of America 8. A-R Editions. ISBN 0895794144.
- Kennedy, Michael; Bourne Kennedy, Joyce (2013). 《The Oxford Dictionary of Music》. Oxford University Press. "Harrison, Lou". ISBN 9780199578542.
- Miller, Leta E.; Lieberman, Frederic (1998). 《Lou Harrison: Composing a World》. Oxford University Press. ISBN 0195110226.
- 권송택 (2007). 《Crossing Borders: Elements of Korean Music in Lou Harrison’s Composition, 1961-1962》. UCI(KEPA) : I410-ECN-0101-2013-670-003454638